# Llywelyn Bren
Llywelyn ap Gruffydd ap Rhodri, detto Llywelyn Bren o Llywelyn dei Boschi (Senghenydd, 1267 circa – Cardiff, 1318), è stato un rivoluzionario gallese durante il regno di Edoardo II d'Inghilterra.

## Biografia
Llywelyn Bren nacque presumibilmente attorno al 1267 da una piccola casata nobiliare; sposatosi, ebbe sette figli che parteciparono con lui alla rivolta condotta contro gli inglesi. Prima della rivolta, scoppiata nel 1316, c'erano già stati disordini al confine sud-orientale del Galles: la morte di Gilberto di Clare, VIII conte di Gloucester prima e la battaglia di Bannockburn poi avevano portato un vuoto di potere nella nobiltà britannica che i gallesi cercarono di riempire. A seguito di Bannockburn, nel 1314, erano morti molti nobili di Glamorgan ed il re cercò di arginare il vuoto che si era creato usando il pugno di ferro ottenendo solo scontento e rivolte nell'estate dello stesso anno.
Nel 1315 Edoardo II nominò un curatore per i beni delle tre figlie del defunto conte (Eleonora, Margherita ed Elisabetta de Clare): quest'amministratore vessò la gente di Glamorgan e Bren, ritenendo di dover proteggere la sua popolazione, lo sfidò apertamente e il delegato lo accusò di tradimento; anche il sovrano lo ammonì dicendogli che se l'accusa fosse stata provata lo avrebbero impiccato. Poiché ormai i giochi apparivano fatti Llywelyn, il 28 gennaio 1316, attaccò a sorpresa il castello di Caerphilly iniziando la rivolta.
L'amministratore venne catturato all'esterno delle mura ed i suoi uomini acciuffarono molte delle guardie, tuttavia non poterono penetrare nelle difese interne: iniziato così un assedio, il villaggio fu bruciato e molti abitanti vennero uccisi. La rivolta si propagò a macchia d'olio: altri castelli vennero assediati e conquistati, villaggi bruciati e la stessa Cardiff venne saccheggiata e data alle fiamme. Il re ordinò a Humphrey de Bohun, IV conte di Hereford di sedare la rivolta e questi chiese ed ottenne l'appoggio di Tommaso Plantageneto, II conte di Lancaster, e di Ruggero Mortimer, I conte di March: sei settimane dopo l'inizio dell'assedio di Caerphilly Llywelyn venne costretto a ritirarsi.
Comprendendo che la guerra era persa, il 18 marzo 1316 Llwelyn si arrese incondizionatamente; pose però una richiesta, cioè che i suoi uomini venissero rilasciati e che la pena ricadesse solo su di lui. Il conte di March e quello di Hereford furono sorpresi dal suo atteggiamento cavalleresco ed accordarono la grazia ai suoi uomini ed anzi il Mortimer arrivò a promettergli di intercedere per lui al processo. Condotto alla Torre di Londra insieme alla sua famiglia, vide che i suoi carcerieri erano di parola: essi chiesero infatti la grazia per gli uomini di Bren al re ed in un primo momento parve che questa potesse essere concessa. Nel 1318 Llywelyn venne affidato alla custodia di Ugo Despenser il giovane, la cui moglie era proprietaria del castello di Caerphilly.
Despenser era un grande proprietario terriero con vasti domini nel sud-est del Galles ed acerrimo nemico di Mortimer: senza aspettare ordini da parte del monarca, di cui era un favorito, Despenser uccise Bren senza un processo, provvide a farlo uccidere tramite il sistema dell'impiccagione, sventramento e squartamento, per poi esporre i pezzi del condannato lungo le strade della contea. La morte di Llywelyn ebbe il potere di unire contro Ugo Despenser il giovane sia i gallesi che i signori delle Marche: nel 1321 i baroni, capeggiati dal conte di Hereford e da altri, chiesero a gran voce che il potere di Despenser venisse ridimensionato e maggiormente controllato.
Il rifiuto di Edoardo II li spinse ad imbracciare le armi: le terre di Despenser vennero attaccate e razziate ed il re fu costretto ad esiliare il suo favorito e il di lui padre. Il loro esilio durò poco: nel 1322 attaccarono il Galles e nella battaglia di Boroughbridge Humphrey de Bohun, IV conte di Hereford venne ucciso. Dapprima sembrò che Ugo Despenser potesse continuare a farla da padrone, tuttavia la resistenza continuò fino al colpo di Stato perpetrato da Ruggero Mortimer e dalla sua amante - la regina Isabella di Francia - che arrestarono Despenser, uccidendolo nel novembre del 1326.
| Controllo di autorità | VIAF (EN) 36643560 · LCCN (EN) no2005014995 |